# 홍성헌
홍성헌(1965년 1월 8일 ~ )은 대한민국의 성우이다.

## 작품

### 애니메이션
- 요리왕 비룡(KBS) - 아미 역
- 공자전 - 공자 역
- 나루토 질풍전(투니버스) - 우치하 오비토 역
- 나의 지구를 지켜줘(투니버스) - 타무라 카즈토/표범진 역
- 독수리 5형제(SBS) -  독수리 켄(건) 역
- 태풍의 그라운드(KBS)
- 마스크맨(KBS) - 준, 해설, 점보제로 역
- 아빠의 약속(SBS) - 아빠 역
- 올림포스 가디언(SBS) - 아킬레우스 역
- 포트리스 (애니메이션)(SBS) - 듀크/타이거 바렐 역
- 레이브(투니버스) - 지그하르트 / 펄 역
- 공각기동대 - Stand alone complex(애니원) - 더글라스 역
- 슬레이어스 - 카우링 역
- 엘하자드(SBS) - 미즈하라 마코토(맥스) 역
- 이누야샤(애니원), (챔프) - 이즈모 역
- 뱀부 블레이드(애니맥스) - 이시바시 켄자부로, 이와사 역
- 내일은 축구왕(애니맥스) - 마츠시타 소우쥬/홍유명 역
- 피규어 17(챔프), (애니원) - 시이나 히데오/히데오의 아빠 역
- 로봇용사 다그온(SBS) - 한바다, 다그 터보 역
- 마크로스(SBS) - 스틱 역
- 내일은 월드컵(SBS) - 정창원, 의사 역
- 알프스의 장미(KBS) - 기자 역
- 배트맨(특선)(SBS) - 로빈 / 딕 그로이슨 역
- 메가레인저(SBS) - 레드 역
- 버키와 투투(KBS) - 칸 역
- 트랙시티(SBS)
- 마하 고고(SBS) - 강찬호 역
- 무지개 요정 큐티하니(SBS) - 프린스 젤라 역
- 우주의 기사 테카맨(SBS)
- 천하무적 슈라트(KBS) - 가루라왕 레이가 / 명왕 비카라 역
- 셰익스피어 명작만화 윌리엄 텔의 모험(SBS) - 크리스탈 텔 역
- 붉은광탄 질리온(투니버스) - 챔프 역
- 나이트워커(XTM) - 주노 역
- 명탐정 코난(투니버스) - 한상진 역
- 사무라이 참프루(투니버스) - 가리야 카게도키 역
- 기갑전사 걸키버(투니버스) - 선생 / 아나운서 / 군인1 역
- 오거스 02(투니버스) - 매닝 역
- 자니 브라보(투니버스) - 자니 브라보 역
- 천사소녀 네티(KBS) - 다이아몬드 도둑 역
- 깜짝친구 부우!(EBS) - 해설 역
- 뚝딱뚝딱 밥 아저씨(EBS) - 길쭉이 역
- 안녕! 오스월드(EBS) - 오스월드 역
- 호야네 집(EBS) - 아빠 역
- 책갈피 요정 또보 - 해설 역
- 호기심 대장 포코요 - 해설 역

### 극장용 애니메이션
- 101마리 강아지 2 : 패치의 런던 대모험 - 썬더볼트 역
- 굿 다이노 - 헨리 역
- 노틀담의 꼽추 2 - 사로슈 역
- 쿠스코? 쿠스코! - 크롱크 역
  - 쿠스코? 쿠스코! 2 - 크롱크 역
- 로봇(투니버스) - 라쳇 역
- 극장판 올림포스 가디언 기간테스 대역습 - 포세이돈, 헤파이스토스
- 신밧드: 7대양의 전설 - 프로테우스
- 아이스 에이지 - 디에고 역
  - 아이스 에이지 2 - 디에고 역
  - 아이스 에이지 3 - 디에고 역
  - 아이스 에이지 4 - 디에고 역
  - 아이스 에이지 5 - 디에고 역
- 하늘에서 음식이 내린다면 - 시장 역
- 백조공주 - 챔벌린 역

### 전담배우
- 이연걸
  - 이연걸의 흑협 (SBS) - 서석
  - 크레이들 투 그레이브 (SBS) - 수
  - 로미오 머스트 다이 (SBS) - 한
  - 이연걸의 소림오조 (SBS) - 홍사부
  - 방세옥 (SBS) - 방세옥
    - 방세옥 2 (SBS) - 방세옥

  - 리썰 웨폰 4 (SBS) - 고화승
  - 이연걸의 히트맨 (SBS) - 소부
  - 황비홍 (SBS) - 황비홍
    - 황비홍 3 (KBS, SBS) - 황비홍

  - 키스 오브 드래곤 (SBS) - 류 반장
  - 이연걸의 보디가드 (KBS, SBS) - 허정양
  - 소림사 (SBS) - 소호 / 절연
  - 이연걸의 중화영웅 (SBS)

- 양조위
  - 사랑은 방울방울(KBS) - 마수인
  - 화양연화 (KBS) - 차우
  - 동성서취 (KBS) - 구양봉

### 영화
- 길버트 그레이프(KBS) - 버디(크리스핀 글러버)
- 타임머신 (SBS) - 알렉산더 하트디근 (가이 피어스)
- 드림캐쳐 (SBS) - 피트 (티모시 올리펀트)
- 영화소년 샤오핑 (KBS) - 판다런 (이해빈)
- 밴드 비지트 - 어느 악단의 조용한 방문 (KBS) - 할레드 (살레흐 바크리)
- 화이트 마사이 (KBS) - 리말리안 (재키 이도)
- 징기스칸 (SBS) - 테무진
- 애스트로넛 (SBS) - 스펜서 (조니 뎁)
- 그랑블루 (SBS) - 자끄 (장 마르크 바르)
- 딥 스타 식스(SBS) - 맥브라이드(그레그 에비건)
- 소비버 탈출 (SBS) - 슬로모
- 남과 여 (SBS) - 장 루이 (장 루이 트랭티냥)
  - 남과 여 : 20년 후 (SBS) - 장 루이 (장 루이 트랭티냥)
- 심판 (SBS) - 요세프 (카알 맥라클란)
- 젠 엑스 캅 (SBS) - 아카도라 (나카무라 토오루)
- 시스터 액트 (SBS) - 기자
- 축복의 조건 (SBS) - 앤디
- 사보타지 (SBS) - 비숍 (마크 다카스코스)
- 사랑과 영혼 (SBS) - 샘 팻 (패트릭 스웨이지)
- 폭풍의 질주 (KBS) - 러스 휠러 (캐리 엘위스)
- 미스터리 알래스카 (KBS) - 찰스 (행크 아자리아)
- 러브 인 텍사스 (KBS) - 닐 (고런 비스닉)
- 탈주자 (SBS) - 샘 (장 끌로드 반담)
- 엑시스텐즈 (KBS) - 파이클 (주드 로)
- 집으로 가는 길 (KBS) - 옥생 (쑨훙레이)
- 20 30 40 (KBS) - 제리 (양가휘)
- 쿵후 선생 (KBS) - 알렉스
- 에일리언2 (KBS) - 힉스 (마이클 빈)
- 찢어진 커튼 (KBS) - 암스트롱 (폴 뉴먼)
- 크로우3 (KBS) - 알렉스 (에릭 메비우스)
- 이노센트 (KBS) - 레너드 (켐벨 스콧)
- 6번째 날 (KBS) - 피터 드러커 (토니 골드윈)
- 더블 로맨스 (KBS) - 키이스
- 게놈 프로젝트 (KBS) - 엘리엇 박사
- 청사 (KBS) - 법사 (조문탁)
- 라스트 모히칸 (MBC) - 호크 아이 (다니엘 데이 루이스)
- 낭만풍폭 (MBC) - 켄
- 세가지 색 레드 (KBS)
- 버스데이 걸 (SBS) - 짐
- 못말리는 가족 (KBS) - 프랭크
- 시몬 (KBS) - 할 (제이 모어)
- 운명의 덩크슛 (KBS) - 살레 (찰스 지톤가 마이나)
- 내 사랑 컬리수 (KBS)
- 행복을 파는 기계 (KBS)
- 악령의 지하감옥 (SBS) - 존 신부
- 빅 배드 마마2 (SBS) - 조던 / 해설
- 셋 잇 오프 (SBS)
- 수호전지 영웅본색 (SBS) - 임충 (양가휘)
- 타임 캅 (MBC) - 워커 (장 끌로드 반담)
- 대니의 추락 (KBS)
- 대항해 콜럼버스 (KBS)
- 미시즈 브라운 (KBS) - 아치 브라운
- 사랑의 금고털이 (KBS) - 닥터 웡
- 우주해적 (SBS) - 해설
- 홍등 (KBS) - 큰 아들
- 화룡풍운 (KBS) - 호위(오강)
- 황비홍 8대 천왕 (KBS) - 황비홍 (조문탁)
- 첨밀밀 (SBS) - 소군 (여명)
- 야망의 제물 (SBS) - 팀 개러티 (제임스 스페이더)
- 엑스맨 (SBS) - 사이클롭스 / 스캇 (제임스 마즈든)
- 내 사랑 신디(KBS) - 알버트(데이빗 셔머혼) / 브렌트(투도르 쉐라드)
- 007 살인번호 (KBS) - 존스(레지 카터)
- 007 리빙 데이라이트(MBC) - 제임스 본드(티모시 달튼)
- 레미제라블 (SBS) - 마리우스(프랭크 데이빗)
- 마지막 카운트다운 (KBS)
- 국경선 (SBS)
- 에일리언3 (SBS)
- 백 투 더 퓨처 (95년 더빙판/KBS)

### 외화
- 닥터 후(KBS) - 잭 하크니스(존 배로먼)
- 칠협오의(SBS)
- 스필버그의 어메이징 스토리(KBS)

### 게임
- 에이지 오브 미솔로지 - 아르칸토스
- 창세기전 3 파트 2 - 카를로스 반 타이룬

### 기타
- 한국고속철도 자동 안내방송 (2004년 ~ 현재)
- 서울교통공사 보조 안내방송 (2005년 ~ 현재)
- 부산교통공사 보조 안내방송 (2008년 ~ 현재)

### 방송/ 라디오
- 夜!한밤에(KBS)
- 공통점을 찾아라(SBS) - 2008년 7월 4일 출연
- KBS 무대 10년(엄마의 햄스터)(KBS 제2라디오)
- 직업의 세계(EBS)
- 자연의 세계(EBS)
- 무엇이든 물어보세요(KBS)
- 예수사랑 여기에(Ch 기독교 TV)
- 터닝포인트 사랑과 이별(SBS)
- 벤처 코리아(KBS)
- KBS 라디오 독서실 - 임철우의 등대
- EBS 라디오 문학관 - 이범선의 오발탄
- EBS 라디오 문학관 - 최인호의 타인의 방
- EBS 라디오 문학관 - 박연희의 증인
- 수퍼 TV 일요일은 즐거워(KBS)
- TV의 환상과 현실(CTN)
- 스타와 함께 하는 세계여행(동아TV)
- 토크한마당 "사제부일체"(EBS)
- 논쟁 버라이어티 "당신의 선택"(KBS)
- 외국인 노동자를 위한 문목사님
- 이화여자대학교 대동제

### 광고
- SK텔레콤
- CJ제일제당
- 대상
- 조양의료기
- 삼성카드 삼성카드론
- 센트룸
- 성원건설 성원 상떼빌
- 지앤비영어전문교육
- MBC, GS홈쇼핑 - GS홈쇼핑 신부부문화캠페인
- 키노스 키노스 가족
- 동화약품 후시딘 - 후회없는 상처치료 후시딘
- 마미손 고무장갑 - 마미손 고무장갑 CM송
- 현대자동차 뉴EF쏘나타
- 현대자동차 뉴그랜저XG
- 현대자동차 그랜저XG
- 아인스학원
- 스탠더드텔레콤 닉소
- 현대전자
- 흙표흙침대 - 해초를 고아 황토로 빚어 만든 흙표흙침대
- NH농협 농협홍삼한삼인
- 태극제약 벤트락스겔 - 수술, 사고, 화상 등 밑줄 쫙 바르는 벤트락스겔
- 새부산관광
- 박카스 - 젊은 날의 선택 - 젊은활력1999
- KB증권
- SK증권 -"아이의 가방이 무거울수록 아빠의 어깨는 무거워집니다. SK는 행복입니다"
- 네이트닷컴
- 현대자동차 뉴EF쏘나타 택시 (라디오)
- 농협쌀
- 테팔
- 하나증권
- 콘푸라이트
- 한독 - 미아리산 FG
- 교통안전공단
- 프라임그룹 - 테크노마트
- 넷피아
- DHL
- 청주시 - 청주가로수
- 소니 베가 시어터
- CESCO
- 싸이클론(운동기구)
- 우체국
- 레고 UFO 시리즈
- LG전자 싸이언
- LG전자 PDA 멀티X
- 기아 크레도스2 택시
- LG전자 세탁기 통돌이
- 백제예술대학
- 건강보험관리공단
- 그린조이(골프용품)
- 대상 - 순창고추장
- 대상 - 종갓집김치
- SK건설 아파트 VIEW
- 위니아전자 - 위니아딤채
- 타이레놀(한국얀센)
- 피죤
- LG전자 와이드 TV(16:9 대화면의 LG와이드 TV)
- 리니어 드라이
- 정교수학
- 대림산업 - 대림e편한세상
- 윤선생 영어교실
- 녹십초 알로에 - 녹십초키토산
- ABL생명
- 남양
- 과일팝 (사탕) - 과일팝은 100원
- 귀뚜라미 보일러 - 보일러전문회사귀뚜라미보일러
- 지금 흐리는 땀이..(공익광고)
- 크라운제과 - 에어웨이브 껌
- 투게더(영화)
- LG전자 가스오븐렌지 프레오
- HY - 야쿠르트 에이스
- 겔포스M(보령제약)
- 니모를 찾아서(영화)
- 기아 카니발
- 농협 목우촌 우유
- 바이오 엔젤
- LG전자 컴퓨터 멀티넷
- 조선일보
- 동아제약 - 암씨롱(두통, 치통, 생리통에 암씨롱!)
- 대웅제약 - 베아제
- 새마을금고
- 무쏘(KG모빌리티)
- 파크랜드
- 한국산업은행
- 국순당 백세주
- 신세대지크(SK주식회사)
- 삼성아파트
- 하이텔
- BC카드
- 청정원
- 제로지(운동기구)
- 미건의료기
- 한국전력공사 - "사랑발전소 한국전력"
- 고용보험 캠페인
- 에어컨 CENTURY
- 루센트 테크놀러지스
- 햇반 발아 현미밥
- 대구 지산동 해물 칼국수(라디오)
- 대구 지산동 충무해물 (라디오)
- 마스타카드
- 아모레퍼시픽 남성화장품 미래파
- 효성정수기
- 오복식품 오복 간장
- SK케미칼 - 트라스트
- 토마토 드라마 예고(SBS)
- 롯데백화점
- 부광약품 - 타코나
- 우리은행
- TBC참사랑캠페인
- BS안경테
- 유니레버코리아 - 썬실크 샴푸
- 피엔지 - 페브리즈
- 아시아나항공 -"아름다운 사람들, 아시아나항공"
- 현대모비스
- 지엠대우
- 현대자동차
- KG모빌리티 코란도
- 오리온 - 오리온 베베 CM송
- CJ제일제당 다시다
- TEFAL 다리미,무선주전자
- 교학사 표준전과
- 바이엘코리아 - 사리돈 A
- 신한은행 사이버론
- 대동은행
- 트리플피아노
- 가나출판 - 여자는어떻게죽어가는가
- 한화손해보험 - 안전드라이브
- 서울우유
- 문화일보  - 종합일간지 문화일보